# Moshe ben Isaac Hanessia
Moshe ben Isaac Hanessia est un grammairien et lexicographe hébraïque anglais des XIIe et XIIIe siècles.

## Éléments biographiques
Son nom est probablement dérivé de celui de sa mère Comitissa, de Cambridge. Il étudie auprès de Moshe ben Yom Tov HaNakdan.
La pierre tombale d'un certain Rabbi Moshe ben Rabbi Isaac a été retrouvée à Ludgate, à Londres, au temps d'Elisabeth. John Stow affirme, dans son Survey, que la pierre venait du cimetière juif de Jewin street, au temps de la Première Guerre des barons (1215-1217) contre Jean d'Angleterre. Si cette pierre tombale est celle de Moshe ben Isaac Hanessia, il est mort avant cette date.

## Œuvres
La seule œuvre connue de Moshe ben Isaac est le Sefer HaShoham (une anagramme de Moshe), un traité grammatical et lexicographique rédigé en deux parties. Il s'agit de la première œuvre d'un auteur ashkénaze basée sur les théories grammaticales de Juda Hayyuj et Yona ibn Jannah, Moshe ben Isaac faisant en outre montre d'une connaissance des travaux de Joseph Kimhi. La première partie du Sefer HaShoham  a été imprimée à Oxford en 1882. Une nouvelle édition critique a été réalisée par Benjamin Menahem Klar (Sefer ha-shoham: Shaʻare diḳduḳ ṿe-otsar milim, Jewish Historical Society of England, Meḳitse nirdamim, 1947) qui comprend également la seconde partie, mais celle-ci est incomplète.
L'auteur mentionne également dans son Sefer HaShoham une œuvre de jeunesse sur la grammaire hébraïque, intitulée Leshon Limmoudim. Cette œuvre n'est connue que par cette mention.